# Reginaldo Ferreira da Silva
Reginaldo Ferreira da Silva (Jundiaí, 31 luglio 1983) è un calciatore brasiliano con passaporto italiano, attaccante svincolato.

## Caratteristiche tecniche
È una seconda punta in possesso di ottime doti tecniche, in grado di agire sia da esterno sia da terminale offensivo della manovra d'attacco e preciso nel servire assist ai compagni di squadra.

## Carriera

### Club

#### Treviso
I suoi esordi risalgono al campionato Serie C1 con la maglia del Treviso, col quale gioca una sola partita. Nessuna presenza nel campionato successivo, diventa invece titolare in serie B nella stagione 2003-2004 con 31 presenze corredate da tre gol; esplode l'anno successivo con undici gol in 39 partite e giunge con il Treviso in serie A, a causa degli episodi legati alla squalifica del Genoa e del fallimento del Torino.
L'esordio in massima serie avviene il 28 agosto 2005 in Inter-Treviso 3-0. Segna il suo primo gol in Serie A il 20 novembre 2005 in Treviso-Palermo 2-2. Nella sua prima stagione in massima serie, in 31 partite segna cinque gol. A fine campionato il Treviso retrocede in B.

#### Fiorentina
Nel luglio del 2006 viene acquistato dalla Fiorentina, per 1,5 milioni di euro.
A Firenze ha un avvio di stagione in cui non viene particolarmente utilizzato ma, dopo una serie di infortuni avvenuti ai suoi compagni di squadra, trova sempre più posto tra i titolari della squadra contribuendo con alcuni gol.
Nell'ultima giornata del campionato 2006-2007, che vede affrontarsi Fiorentina e Sampdoria in una partita terminata 5 a 1 in favore dei gigliati, sigla la sua unica doppietta in maglia viola.

#### Parma
Nel giugno 2007 viene acquistato dal Parma del neo-presidente Ghirardi per la somma di 4,5 milioni di euro.
Nella stagione 2008-2009 contribuisce alla promozione dei crociati in massima serie, grazie a cinque reti in 25 presenze.

#### Siena
Il 26 giugno 2009 passa in comproprietà al Siena.
Il 25 giugno 2010 i due club rinnovano la comproprietà e l'anno dopo viene riscattata l'altra metà del suo cartellino dal Siena.

#### JEF United
Nel marzo 2012 si trasferisce in prestito, con diritto di riscatto a 1 milione di euro, ai giapponesi del JEF United.
Il 18 giugno 2012, a pochi mesi dall'inizio dell'esperienza giapponese, il JEF United dichiara concluso il prestito, rimandandolo in Italia, dopo dieci presenze e nessun gol, preferendogli, nello stesso ruolo, il più prolifico Yūsuke Tanaka.

#### Ritorno a Siena
Tornato al Siena, esordisce nel campionato 2012-2013 il 30 settembre nella sconfitta esterna per 2-1 contro la Lazio, subentrando a Valiani al 75º minuto. Segna il primo gol il 16 dicembre 2012 nel derby contro la Fiorentina, sua ex squadra.

#### Vasco de Gama
Al termine della stagione, culminata con la retrocessione in serie B del Siena, si trasferisce in patria, firmando un biennale con il Vasco da Gama militante nella massima serie, ma una serie di infortuni non gli permettono di mettersi in luce; infatti nella seconda parte della stagione lo terranno fuori per quasi tutto il campionato, permettendogli di giocare solo due incontri, nel corso dei quali segna un gol, non sufficienti per ottenere il rinnovo del contratto, rimanendo così svincolato.

#### Sambenedettese e Paganese
Il 13 gennaio 2016 torna in Italia e comincia ad allenarsi con la Sambenedettese, squadra militante in Serie D; il suo tesseramento non viene formalizzato per la stagione 2015-2016 a causa di problemi burocratici relativi al passaporto del giocatore.
Il 5 settembre, dopo l'esperienza con la Sambenedettese, la Paganese ne ufficializza il tesseramento per la stagione 2016-2017, facendogli firmare un contratto annuale.

#### Trapani e Pro Vercelli
Il 31 luglio 2017 viene ingaggiato dal Trapani per la stagione 2017-2018 con un contratto annuale.
Nel gennaio del 2018, durante la sessione invernale di mercato, viene ceduto alla Pro Vercelli in cambio del calciatore Alessandro Polidori, concludendo la sua avventura con la maglia granata alla fine della prima parte della stagione. In tutto ha totalizzato venti presenze in campionato, due presenze in Coppa Italia e due presenze nella Coppa Italia di Serie C, con sei reti messe a segno con i siciliani.
Con la Pro Vercelli realizza il suo primo gol all'8º minuto della partita persa in trasferta contro il Foggia (2-1).

#### Monza e Reggina
Il 12 luglio 2018 firma per il Monza, in Serie C. Conclude la stagione con 31 presenze e quattro reti.
Il 17 luglio 2019 firma per la Reggina, squadra militante nel girone C di Serie C, un contratto di un anno.

#### Catania e AZ Picerno
Il 17 settembre 2020 viene tesserato dal Catania con un contratto biennale. Nel corso della gara contro il Monopoli, segna il suo primo gol con la casacca rossazzurra.
Rimasto svincolato a fine stagione, il 31 agosto 2021 viene ingaggiato dall’AZ Picerno, ancora in Serie C.

#### Real Casalnuovo
Superata la soglia dei 40 anni, nonostante avesse già preso parte agli allenamenti con la sua nuova squadra nel ritiro di Campitello Matese, l’ufficialità di Reginaldo al Real Casalnuovo (Casalnuovo di Napoli) viene data soltanto il 13 agosto 2023, dove il neonato club del presidente Stompanato annuncia di aver acquisito le sue prestazioni, affermando che si metterà a disposizione per contribuire per la squadra e sulla crescita dei giovani. In occasione della partita di coppa Italia contro il Matese del 3 settembre 2023 fornisce il suo primo assist in maglia bianco-granata nonché il primo in coppa Italia e alla prima giornata di campionato di Serie D contro il Portici, gara valevole per il girone I siculo-calabrese, da subentrato mette a segno la sua prima marcatura oltre a fornire l’assist a Piga per il gol del 2-1.
A fine stagione, a seguito dell'acquisizione del titolo della Real Casalnuovo da parte della Puteolana, lascia il club.

#### Catona
Il 10 gennaio 2025 firma per il Catona, società di Prima Categoria della periferia nord di Reggio Calabria. Esordisce l’11 gennaio 2025 nella partita interna contro il Gallina realizzando il gol del definitivo 1-1 su calcio di rigore. Conclude la stagione con 17 presenze e 9 reti. A fine stagione lascia il Catona per motivi personali.

## Statistiche

### Presenze e reti nei club
Statistiche aggiornate al 9 maggio 2024.
| Stagione               | Squadra                | Campionato             | Campionato | Campionato | Coppe nazionali | Coppe nazionali | Coppe nazionali | Coppe continentali | Coppe continentali | Coppe continentali | Altre coppe | Altre coppe | Altre coppe | Totale | Totale |
| Stagione               | Squadra                | Comp                   | Pres       | Reti       | Comp            | Pres            | Reti            | Comp               | Pres               | Reti               | Comp        | Pres        | Reti        | Pres   | Reti   |
| ---------------------- | ---------------------- | ---------------------- | ---------- | ---------- | --------------- | --------------- | --------------- | ------------------ | ------------------ | ------------------ | ----------- | ----------- | ----------- | ------ | ------ |
| 2000-2001              | Treviso                | B                      | 0          | 0          | CI              | 1               | 0               | -                  | -                  | -                  | -           | -           | -           | 1      | 0      |
| 2001-2002              | Treviso                | C1                     | 1          | 0          | CI+CI-C         | 1+3             | 0+1             | -                  | -                  | -                  | -           | -           | -           | 5      | 1      |
| 2002-2003              | Treviso                | C1                     | 0          | 0          | CI+CI-C         | 2+5             | 1+3             | -                  | -                  | -                  | SLC         | 1           | 0           | 8      | 4      |
| 2003-2004              | Treviso                | B                      | 31         | 3          | CI              | 1               | 0               | -                  | -                  | -                  | -           | -           | -           | 32     | 3      |
| 2004-2005              | Treviso                | B                      | 39+2       | 11         | CI              | 3               | 2               | -                  | -                  | -                  | -           | -           | -           | 44     | 13     |
| 2005-2006              | Treviso                | A                      | 31         | 5          | CI              | 1               | 0               | -                  | -                  | -                  | -           | -           | -           | 32     | 5      |
| Totale Treviso         | Totale Treviso         | Totale Treviso         | 102+2      | 19         |                 | 16              | 7               |                    | -                  | -                  |             | 1           | 0           | 121    | 26     |
| 2006-2007              | Fiorentina             | A                      | 27         | 6          | CI              | 1               | 0               | -                  | -                  | -                  | -           | -           | -           | 28     | 6      |
| 2007-2008              | Parma                  | A                      | 35         | 3          | CI              | 1               | 0               | -                  | -                  | -                  | -           | -           | -           | 36     | 3      |
| 2008-2009              | Parma                  | B                      | 24         | 5          | CI              | 2               | 0               | -                  | -                  | -                  | -           | -           | -           | 26     | 5      |
| Totale Parma           | Totale Parma           | Totale Parma           | 59         | 8          |                 | 3               | 0               |                    | -                  | -                  |             | -           | -           | 62     | 8      |
| 2009-2010              | Siena                  | A                      | 29         | 2          | CI              | 2               | 0               | -                  | -                  | -                  | -           | -           | -           | 31     | 2      |
| 2010-2011              | Siena                  | B                      | 30         | 7          | CI              | 2               | 1               | -                  | -                  | -                  | -           | -           | -           | 32     | 8      |
| 2011-mar. 2012         | Siena                  | A                      | 13         | 0          | CI              | 5               | 3               | -                  | -                  | -                  | -           | -           | -           | 18     | 3      |
| mar.-giu. 2012         | JEF United             | JLD. 2                 | 10         | 0          | CI              | 4               | 2               | -                  | -                  | -                  | -           | -           | -           | 14     | 2      |
| 2012-2013              | Siena                  | A                      | 19         | 3          | CI              | 2               | 1               | -                  | -                  | -                  | -           | -           | -           | 21     | 4      |
| Totale Siena           | Totale Siena           | Totale Siena           | 91         | 12         |                 | 11              | 5               |                    | -                  | -                  |             | -           | -           | 102    | 17     |
| 2013                   | Vasco da Gama          | A/RJ+A                 | 19+7       | 3+0        | CB              | 2               | 0               | -                  | -                  | -                  | -           | -           | -           | 28     | 3      |
| 2014                   | Vasco da Gama          | A/RJ+B                 | 10+2       | 2+1        | CB              | 2               | 0               | -                  | -                  | -                  | -           | -           | -           | 14     | 3      |
| Totale Vasco da Gama   | Totale Vasco da Gama   | Totale Vasco da Gama   | 29+9       | 5+1        |                 | 4               | 0               |                    | -                  | -                  |             | -           | -           | 42     | 6      |
| set. 2016-2017         | Paganese               | LP                     | 30+1       | 11         | CI-LP           | 0               | 0               | -                  | -                  | -                  | -           | -           | -           | 31     | 11     |
| 2017-gen. 2018         | Trapani                | C                      | 21         | 6          | CI+CI-C         | 2+2             | 0               | -                  | -                  | -                  | -           | -           | -           | 25     | 6      |
| gen.-giu. 2018         | Pro Vercelli           | B                      | 18         | 1          | CI              | 0               | 0               | -                  | -                  | -                  | -           | -           | -           | 18     | 1      |
| 2018-2019              | Monza                  | C                      | 31+4       | 4+1        | CI+CI-C         | 1+6             | 0               | -                  | -                  | -                  | -           | -           | -           | 42     | 5      |
| 2019-2020              | Reggina                | C                      | 27         | 4          | CI+CI-C         | 2+1             | 2+0             | -                  | -                  | -                  | -           | -           | -           | 30     | 6      |
| 2020-2021              | Catania                | C                      | 27+1       | 2          | CI              | 0               | 0               | -                  | -                  | -                  | -           | -           | -           | 28     | 2      |
| giu-ago.2021           | Catania                | C                      | 0          | 0          | CI-C            | 1               | 1               | -                  | -                  | -                  | -           | -           | -           | 1      | 1      |
| Totale Catania         | Totale Catania         | Totale Catania         | 27+1       | 2          |                 | 1               | 1               |                    | -                  | -                  |             | -           | -           | 29     | 3      |
| ago.2021-2022          | AZ Picerno             | C                      | 34+1       | 7          | CI-C            | 0               | 0               | -                  | -                  | -                  | -           | -           | -           | 35     | 7      |
| 2022-2023              | AZ Picerno             | C                      | 19+1       | 3          | CI              | 1               | 0               | -                  | -                  | -                  | -           | -           | -           | 21     | 3      |
| Totale AZ Picerno      | Totale AZ Picerno      | Totale AZ Picerno      | 53+2       | 10         |                 | 1               | 0               |                    | -                  | -                  |             | -           | -           | 56     | 10     |
| 2023-2024              | Real Casalnuovo        | D                      | 31         | 10         | CI-D            | 2               | 0               | -                  | -                  | -                  | -           | -           | -           | 33     | 10     |
| Totale Real Casalnuovo | Totale Real Casalnuovo | Totale Real Casalnuovo | 31         | 10         |                 | 2               | 0               |                    | -                  | -                  |             | -           | -           | 33     | 10     |
| gen.-giu. 2025         | Catona                 | PC                     | 15+1       | 9          | CC              | 1               | 0               | -                  | -                  | -                  | -           | -           | -           | 17     | 9      |
| Totale Catona          | Totale Catona          | Totale Catona          | 15+1       | 9          |                 | 1               | 0               |                    | -                  | -                  |             | -           | -           | 17     | 9      |
| Totale carriera        | Totale carriera        | Totale carriera        | 570+20     | 102+2      |                 | 57              | 17              |                    | -                  | -                  |             | 1           | 0           | 648    | 121    |

## Palmarès

### Club

#### Competizioni nazionali
- Serie C1: 1

Treviso: 2002-2003
- Supercoppa di Lega Serie C1: 1

Treviso: 2003
- Serie C: 1

Reggina: 2019-2020 (girone C)